# Chucoa
Chucoa là một chi thực vật có hoa trong họ Cúc (Asteraceae).

## Loài
Chi Chucoa gồm các loài: